# Востропятов, Пётр Алексеевич
Пётр Алексеевич Востропятов — советский хозяйственный, государственный и политический деятель, Герой Социалистического Труда.

## Биография
Родился в 1914 году на хуторе Амочаевский. Член КПСС.
С 1937 года — на хозяйственной, общественной и политической работе. В 1937—1973 гг. — старший ветеринарный врач в совхозе «Таежный» Ачинского района Красноярского края, участник советско-японской войны, старший ветеринарный врач в тресте совхозов Алтайского края, в совхозах Краснодарского края и Татарской АССР, главный ветеринарный врач, директор совхоза «Нестеровский» Нестеровского района.
Указом Президиума Верховного Совета СССР от 22 марта 1966 года присвоено звание Героя Социалистического Труда с вручением ордена Ленина и золотой медали «Серп и Молот».
Жил в Калининграде и Судже Курской области. Заслуженный ветеринарный врач РСФСР.
Умер в 1989 году.